# Чарлс Уокър
Чарлс Дейвид „Чарли“ Уокър (на английски: Charles David "Charlie" Walker) e американски инженер и астронавт на НАСА, участник в три космически полета. Той е първият астронавт на САЩ излъчен от неправителствена организация.

## Образование
Чарлс Уокър завършва колеж в родния си град през 1966 г. През 1971 г. става бакалавър по аеронавтика и аерокосмическо инженерство в университета Пардю, Индиана.

## Служба в НАСА
Чарлс Уокър е избран за астронавт от НАСА на 1 юли 1983 година, Астронавтска Група McDonnell Douglas - първа група комерсиални специалисти по полезния товар в програмата Спейс шатъл.

### Полети
Чарлс Уокър лети в космоса като член на екипажа на три мисии:
| Космически полети на Чарлс Дейвид „Чарли“ Уокър          | Космически полети на Чарлс Дейвид „Чарли“ Уокър | Космически полети на Чарлс Дейвид „Чарли“ Уокър | Космически полети на Чарлс Дейвид „Чарли“ Уокър | Космически полети на Чарлс Дейвид „Чарли“ Уокър | Космически полети на Чарлс Дейвид „Чарли“ Уокър | Космически полети на Чарлс Дейвид „Чарли“ Уокър |
| №                                                        | Дата                                            | КК                                              | Емблема на мисията                              | Функции                                         | Продължителност                                 |                                                 |
| -------------------------------------------------------- | ----------------------------------------------- | ----------------------------------------------- | ----------------------------------------------- | ----------------------------------------------- | ----------------------------------------------- | ----------------------------------------------- |
| 1                                                        | 30 август 1984                                  | „Дискавъри“, мисия STS-41D                      |                                                 | Специалист по полезния товар                    | 6 денонощия 00 часа 56 мин. 04 сек.             |                                                 |
| 2                                                        | 12 април 1985                                   | „Дискавъри“, мисия STS-51D                      |                                                 | Специалист по полезния товар                    | 6 денонощия 23 часа 55 мин. 23 сек.             |                                                 |
| 3                                                        | 26 ноември 1985                                 | „Атлантис“, мисия STS-61B                       |                                                 | Специалист по полезния товар                    | 6 денонощия 21 час 04 мин. 49 сек.              |                                                 |
| Сумарно време в космоса – 19 дни 21 часа 56 мин. 16 сек. |                                                 |                                                 |                                                 |                                                 |                                                 |                                                 |

- Чарли Уокър е от малкото астронавти с два космически полета в рамките на една календарна година.

## Награди
- Медал на НАСА за участие в космически полет (3).